# أبراهام لوكين
أبراهام لوكين (بالدنماركية: Abraham Løkin)‏ مواليد 16 يونيو 1959 في جزر فارو، هو لاعب كرة قدم دولي سابق كان يلعب كلاعب وسط.

## المسيرة الاحترافية

### أندية لعب لها
- نادي إتروتارفيلاخ فوغلافيوردر
- سليبنر
- نادي رونافيك
- نادي أودنسه
- بي36 توشهافن
- بي 68 توفتير
- نادي بولون

## روابط خارجية
- أبراهام لوكين على موقع قاعدة بيانات كرة القدم.إي يو (الإنجليزية)
- أبراهام لوكين على موقع ناشيونال فوتبول تيمز (الإنجليزية)
- أبراهام لوكين على موقع عالم كرة القدم.نت (الإنجليزية)